# Grandia II
Grandia II — японская ролевая игра, разработанная студией Game Arts и выпущенная в августе 2000 года компанией Sega для приставки Dreamcast, вторая номерная часть серии Grandia. В 2002 игра была портирована на PlayStation 2 и Windows. В 2015 вышло юбилейное издание игры с улучшенной графикой, добавленной японской озвучкой и другими нововведениями, известное как Grandia II Anniversary Edition для ПК в Steam и GOG.com. Ещё одно переиздание игры названное GRANDIA II HD Remaster, вместе с первой частью серии, было выпущено для Nintendo Switch 16 августа 2019 года; в октябре того же года оно вышло на ПК: новое переиздание заменило предыдущее в сервисе Steam и было бесплатно предоставлено всем обладателям Anniversary Edition. Версия игры для сервиса GOG была убрана из продажи в июне 2020 года.
Действие игры разворачивается в фэнтезийном мире через тысячи лет после битвы между богом света Гранасом и богом тьмы Валмаром, почти уничтожившей планету. Валмар был разбит на части, разнесённые по всей земле. После битвы церковь Гранаса привела человечество к процветанию, распространяя слово добра. Путешествие молодого наемника по имени Рюдо, который взялся защитить церковную певицу Елену, показывает, что история церкви и история мира не так просты, как кажутся.
Хотя первоначальная версия игры для Dreamcast получила положительные отзывы от критиков Японии и Запада, но её порты для PlayStation 2 и Windows, как правило, рассматривались как уступающие в техническом плане другим громким играм, выпущенным в это же время.

## Игровой процесс
Grandia II имеет уникальную боевую систему. Помимо пошаговой системы боя в реальном времени, как в серии Final Fantasy, игра поддерживает ограниченное движение во время боя. Персонажи могут бегать или ударить противника, а затем отступить. В зависимости от полоски времени, играбельный персонаж или противник может «отменить» движение оппонента. Боевая система использует очки Инициативы, Магии, Здоровья, а также специальные очки. Комбо атаки позволяют персонажу наносить два удара врагу. Число ударов может быть увеличено до четырёх с некоторыми аксессуарами. Комбо атака может наносить дополнительные повреждения, если она попадает во врага в позе атаки. Кроме того, если комбо убивает намеченную цель, не достигнув конечного удара, персонаж будет атаковать ближайшего врага для завершения комбо.
Персонажи, экипированные Яйцами Маны, могут применять магию. Её использование потребляет ману, а применение в бою более мощной магии занимает много времени. Специальные движения и заклинания могут быть изучены с помощью Монет Навыков и Магии, и могут иметь максимум пятый уровень. Эффективность заклинаний повышается, а время применения уменьшается по мере увеличения уровня. Специальные движения изучаются из книг навыков, экипированных на персонажах. Навыки могут либо повышать статусы, либо добавлять дополнительные эффекты, такие как увеличение выпадающих из врагов предметов или иммунитета к некоторым заклинаниям.

## Персонажи
Grandia II имеет множество играбельных и неиграбельных персонажей, дающих жизнь миру, в котором происходит действие игры. Главную роль в Grandia II играют шесть основных персонажей, каждый из которых присоединяется или выходит из отряда в определенный момент сюжета.
- Рюдо (リュード, Рю:до) — главный герой игры, саркастичный, ехидный и непочтительный молодой наемник, известный как Геохаунд, принимающий любую работу за плату, в том числе убийство опасных монстров.[6] У Рюдо есть питомец, говорящий орёл по имени Скай, который пытается обуздать его мятежные настроения и действует как голос разума, а также помогает в бою. Возраст Рюдо — 17 лет.
- Елена (エレナ, Эрэна) — певица Церкви Гранаса, владеет магией исцеления. Возраст — 17 лет.
- Милления (ミレーニア, Мирэ:ниа) — знойная волшебница, Крылья Валмара. Милления получает энергию от злого бога для использования её в качестве разрушительной силы. Возраст — 17 лет.
- Роан (ロアン, Роан) — мальчик из благородной семьи. Возраст — 13 лет.
- Марег (マレッグ, Марэггу) — звероподобный воин, владеющий огромным топором и отличным обонянием. Возраст — старше 30 лет.
- Тио (ティオ, Тио) — андроид, который был запрограммирован сражаться на стороне Валмара во время войны тысячи лет назад. Когда отряд Рюдо встречает её в первый раз, Тио нападает на него, но затем присоединяется, развивая по ходу игры в себе всё больше и больше эмоций.

## Оценки
| Сводный рейтинг | Сводный рейтинг | Сводный рейтинг | Сводный рейтинг | Сводный рейтинг |
| Издание         | Оценка          | Оценка          | Оценка          | Оценка          |
| Издание         | Dreamcast       | Switch          | PC              | PS2             |
| --------------- | --------------- | --------------- | --------------- | --------------- |
| GameRankings    | 88,81 %         | 73,75 %         | 72,84 %         | 72,76 %         |

## Ранобэ
Были выпущены на территории Японии, в количестве 3х томов от издательства Media Works в 2000 году.